# تشدید (زبان‌شناسی)
در آواشناسی و واج‌شناسی، تشدید (انگلیسی: Gemination) به ادای مضاعف برخی آواها، به‌ویژه همخوان‌ها، در جاهای مشخص در کلمه یا در مرز کلمات در گروه‌ها و جملات گفته می‌شود. این اصطلاح توسط دانشوران مختلف بر اساس تولید یا به‌عنوان پدیده‌ای واجی که می‌تواند بر آواهای مشخصی اعمال شود، تعریف شده است.